# Hemigymnaspis orchidicola
Hemigymnaspis orchidicola är en insektsart som beskrevs av Davidson och Miller 1977. Hemigymnaspis orchidicola ingår i släktet Hemigymnaspis och familjen pansarsköldlöss.
Artens utbredningsområde är Venezuela. Inga underarter finns listade i Catalogue of Life.